# NK Mladost Nević Polje
NK Mladost je hrvatski nogometni klub iz Nević Polja u općini Novom Travniku, BiH.
Uz seniorski sastav Mladost je imala i svoje pionire i kadete koji su se natjecali u županijskim ligama ŽSB. ŽNK Mladost je osnovan u kolovozu 2007. godine.
U sezoni 2011./12. osvojili su 2. županijsku ligu ŽSB, te ostvarili plasman u 1. županijsku ligu.

## Vanjske poveznice
- Facebook